# 瓜伊特卡斯群島

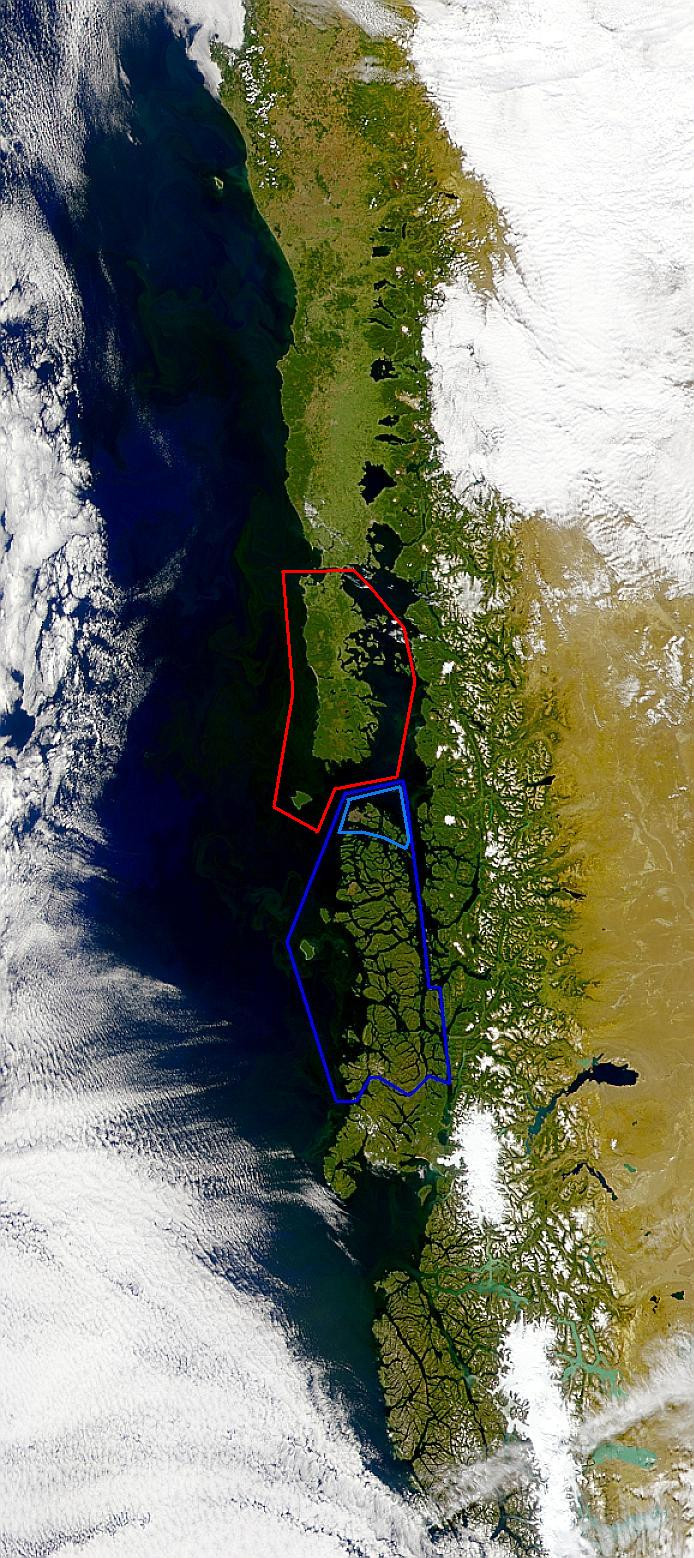

瓜伊特卡斯群島是智利的群島，位於該國南部太平洋海域，由伊瓦涅斯將軍艾森大區負責管轄，主要經濟活動有漁業和鮭魚養殖。